# Плавск
Плавск (рус. Плавск) град је у Русији у Тулској области.

## Становништво
| 1939.  | 1959.  | 1970.  | 1979.  | 1989.  | 2002.  | 2010.  |
| ------ | ------ | ------ | ------ | ------ | ------ | ------ |
| 10.000 | 12.354 | 12.983 | 14.533 | 16.559 | 16.750 | 16.165 |